# إرغوستيرول
إرغوستيرول أو إركوستيرول (بالإنجليزية: Ergosterol)‏ وهو ستيرول يتواجد في الفطريات، وأشتق أسمه من فطر الإرغوت، الاسم الشائع لجنس الفطريات (الدبوسية) الذي عزل منها الإرغوستيرول لأول مرة. لا يتكون الإرغوستيرول في الخلايا النباتية أو الحيوانية بل هو أحد مكونات الخميرة وأغشية الخلايا الفطرية، وهو يؤدي نفس وظيفة الكولسترول في الخلايا الحيوانية.

## دوره في الفطريات

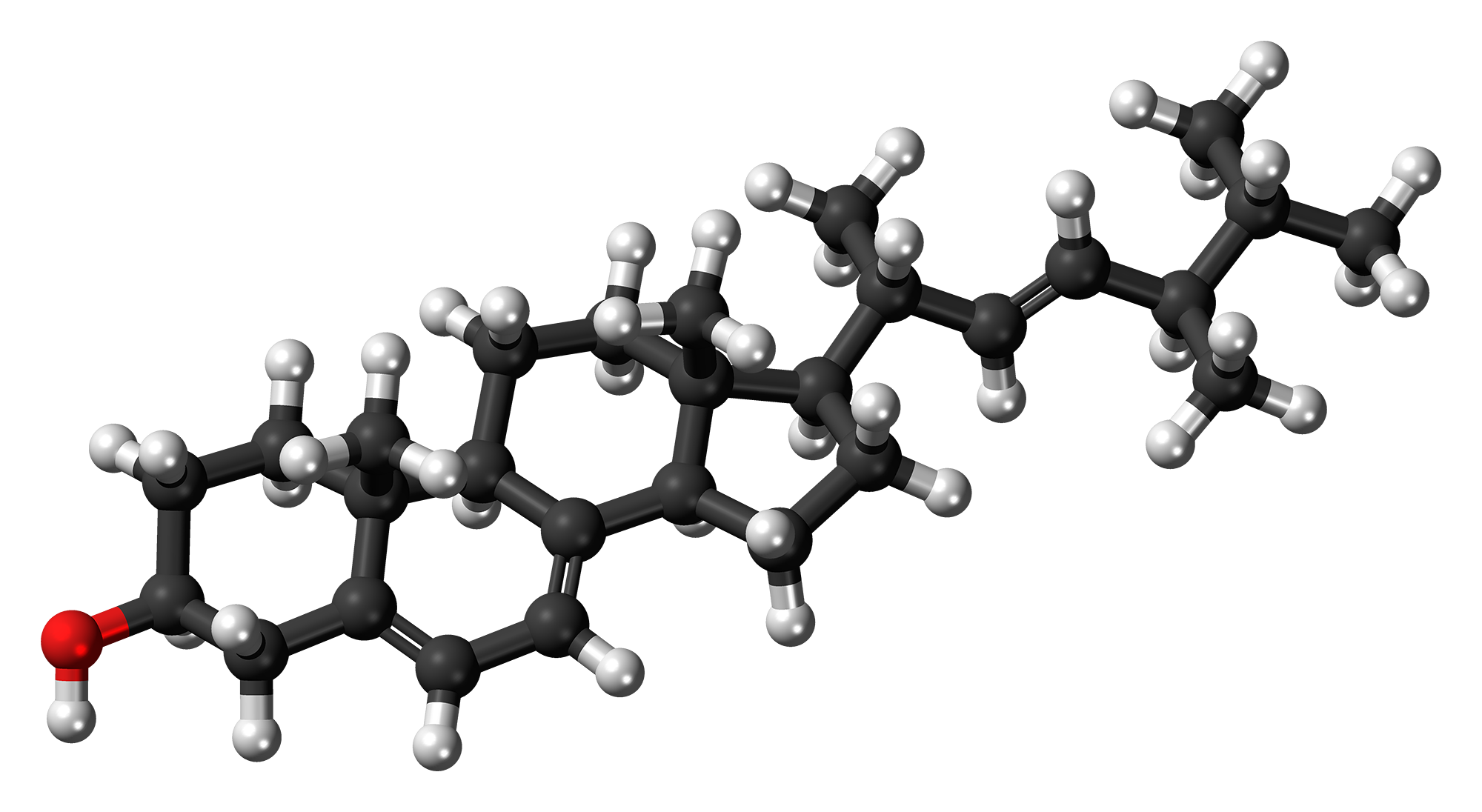
نموذج بالكرة والعصا للإرغوستيرول

إرغوستيرول (ergosta-5,7,22-trien-3β-ol) هو ستيرول يتواجد في الفطريات، وتم تسميته بـ الإرغوت، وهو الاسم الشائع لأعضاء النوع الفطري كالفيسبس الذي تم عزل الارجوستيرول منه أولاً. إرغوستيرول هو أحد مكونات الخميرة وأغشية الخلايا الفطرية الأخرى، حيث يخدم العديد من نفس الوظائف التي يخدمها الكوليسترول في الخلية الحيوانية. ويعتقد أن خصوصياته في الفطريات الأعلى ترتبط بعدم الاستقرار المناخي (الرطوبة المتفاوتة إلى حد كبير وظروف الرطوبة) التي تواجهها هذه الكائنات في منافذها البيئية النموذجية (الأسطح النباتية والحيوانية والتربة). وهكذا، على الرغم من متطلبات الطاقة المضافة لتكوين إرغوستيرول (مقارنة بالكولسترول)، يُعتَقد أن إرغوستيرول قد تطور كبديل فطري شامل في كل مكان، وبديل فطري تطوري للكوليسترول.

## الهدف للأدوية المضادة للفطريات
لأن الـ إرغوستيرول موجود في أغشية الخلايا في الفطريات، ولكن غائبة في تلك الحيوانات، إنه هدف مفيد للأدوية المضادة للفطريات.
إرغوستيرول موجود أيضًا في أغشية الخلايا لبعض وحيدات الخلية، مثل المثقبية. هذا هو الأساس لاستخدام بعض مضادات الفطريات ضد مرض النوم في غرب أفريقيا.
الأمفوتريسين ب، عقار مضاد للفطريات، يستهدف إرغوستيرول. يربط ماديًا على إرغوستيرول داخل الغشاء، وبالتالي خلق مسام قطبية في الأغشية الفطرية. هذا يسبب تسرب الأيونات (في الغالب البوتاسيوم والبروتونات) وغيرها من الجزيئات، والذي سوف يقتل الخلية.
تم استبدال الأمفوتريسين ب بالعوامل الأكثر أمانا في معظم الظروف، ولكن لا يزال يستخدم، على الرغم من آثاره الجانبية، الإصابة بالعدوى الفطرية أو البروتوزوية التي تهدد الحياة.
ميكونازول، إيتراكونازول، كلوتريمازول يعملون بطريقة مختلفة، بكبح صنع إرغوستيرول من لانوستيرول عن طريق التداخل مع 14α-demethylase(ديميثايلاس). إرغوستيرول هو جزيء أصغر من لانوستيرول. يتم توليفها عن طريق الجمع بين جزيئين من بيروفوسفات farnesyl، تيربويد 15 كربون طويل، في لانوستيرول، التي لديها 30 كربون. بعد ذلك، تتم إزالة مجموعتي ميثيل، مما ينتج إرغوستيرول. وتمنع فئة «أزول» من العوامل المضادة للفطريات الإنزيم الذي ينفذ خطوات إزالة الميثيل هذه في المسار الحيوي بين اللانوستيرول والأرجوستيرول.

## الهدف للأدوية مضادات الأوالي
يتم منع بعض الأوليات، بما في ذلك ترايكوموناس والليشمانيا من المخدرات التي تستهدف صنع اليرغوسترين ووظائفه.

## مصدر للفيتامين د2
إرغوستيرول هو سالفة بيولوجية لفيتامين د2، وهو الاسم الكيميائي إرغوكالسيفيرول. يؤدي التعرض لـلأشعة فوق البنفسجية إلى تفاعل كيميائي ضوئي يحول الإرجوستيرول إلى إرغوكالسيفيرول.
يحدث هذا بشكل طبيعي إلى حد ما، ويتم تشعيع العديد من عيش الغراب بعد الحصاد لزيادة محتواها من فيتامين د. وتزرع الفطريات أيضًا صناعيًا بحيث يمكن استخراج الإرجون ستيرول وتحويله إلى فيتامين د للبيع كمكمل غذائي وإضافة غذائية.
تحضير إرغوستيرول المشعع المحتوي على الفيتامينات الأولية و فيتامين د2 كان يسمى فيستيرول في ثلاثينيات القرن العشرين.

## السمية
يُعد مسحوق إرغوستيرول مهيجًا للجلد والعينين والجهاز التنفسي. يمكن أن يؤدي تناول كميات كبيرة منه إلى فرط في كالسيوم الدم، والذي (إذا كان لفترة طويلة) يمكن أن يؤدي إلى رواسب ملح الكالسيوم في الأنسجة الرخوة، وعلى وجه الخصوص، الكليتين.